# Ildegarda Taffra
Ildegarda Taffra (* 30. Juni 1934 in Tarvis; † 7. Dezember 2020 in Triest) war eine italienische Skilangläuferin.
Ildegarda Taffra war mit Fides Romanin die erste italienische Skilangläuferin, die an Olympischen Winterspielen teilnahm. Im Alter von 17 Jahren startete sie bei den Olympischen Winterspielen 1952 in Oslo im 10-Kilometer-Rennen, konnte dieses jedoch nicht beenden.
Zwischen 1951 und 1956 wurde sie sechsmal in Folge Italienische Meisterin.
Mit Rita Bottero und Fides Romanin startete Taffra bei den Nordischen Skiweltmeisterschaften 1954 in der 3 × 5-km-Staffel. Das Trio wurde Sechster.
Zwei Jahre später nahm sie erneut bei den Olympischen Winterspielen in Cortina d’Ampezzo teil. Im 10-Kilometer-Rennen belegte sie den 23. Rang und in der 3 × 5-km-Staffel wurde das italienische Trio Achter. Direkt nach den Spielen beendete sie ihre Karriere im Alter von 22 Jahren.
Taffra, die seit 2017 Witwe war, starb am 7. Dezember 2020 im Alter von 86 Jahren während der COVID-19-Pandemie in Italien an den Folgen einer SARS-CoV-2-Infektion in Triest.